# Gensac (Gironde)
Gensac  egy francia település Gironde megyében az Aquitania régióban. Lakosainak száma 679 fő (2022. január 1.).

## Adminisztráció
Polgármesterek:
- 2008-2010 Raymond Farré (2010-ben elhunyt)
- 2010-2014 Claude Brel
- 2014–2020 Patrice Pauletto

## Demográfia
| Lakosok száma | 842  | 810  | 752  | 847  | 830  | 808  | 771  | 710  | 701  | 679  |
|               | 1968 | 1982 | 1990 | 2006 | 2013 | 2015 | 2017 | 2019 | 2020 | 2022 |

## Látnivalók
- Notre-Dame templom 1867-78 között épült
- Az óratorony